# 紐約州第十五國會選區
紐約州第十五國會選區（英語：New York's 15th congressional district）是美国众议院的一个国会选区，位于纽约州纽约市。该地区自2021年以来一直由民主党人里奇·托雷斯代表。
第15区完全位于布朗克斯，即西布朗克斯和南布朗克斯的南部。西班牙裔占该地区人口的大多数，其次是黑人。白人、亚洲人和其他人种占少数。洋基体育场和布朗克斯动物园都位于该区内。
从2003年到2013年，它由上曼哈顿、里克斯岛和皇后区东河岸边的一个大部分为非住宅的区域组成，主要由爱迪生综合设施和纽约电力管理局的发电厂所占据。该地区包括哈莱姆区、因伍德区、大理石山、西班牙哈莱姆区、华盛顿高地、晨边高地，以及包括阿波罗剧院、哥伦比亚大学和格兰特墓在内的曼哈顿部分地区。
根据2014年的库克党派投票指数(D+44)，该地区成为美国最倾向民主党的地区。2004年，美国参议员约翰·克里在第15国会选区赢得了90%的选票。2012年，这是奥巴马获得最高地方选票比例的地区：96.7%。同样在2016年，希拉里·克林顿获得了93.8%的地方选票。